# Modangan
Modangan is een bestuurslaag in het regentschap Blitar van de provincie Oost-Java, Indonesië. Modangan telt 6581 inwoners (volkstelling 2010).